# Agente Fields
Agente Strawberry Fields é uma personagem do filme Quantum of Solace, de 2008,  22º da franquia cinematográfica do agente secreto britânico James Bond. É interpretado pela atriz britânica Gemma Arterton.

## Características
Alta, alva e de cabelos vermelhos da cor de morango (strawberry em inglês), seu nome pitoresco - que só aparece completo nos créditos finais do filme, não sendo nunca citado - segue a mesma linha dos nomes anteriores dados por Ian Fleming a várias bond girls de seus livros, como Pussy Galore e Mary Goodnight, e é uma referência à música dos Beatles.
Funcionária da embaixada britânica baseada na Bolívia, diferente de muitas bond girls anteriores, ela é muito jovem e inexperiente sobre o mundo em que Bond vive e trabalha. Numa missão a mando do MI-6, ela é o contato de Bond no país quando ele ali desembarca, enviada ao aeroporto por M com ordens de mandá-lo retornar à Grã-Bretanha ou prendê-lo se resistir, o que 007, obviamente, ao ser informado, ignora.
Fields é a única bond girl do filme - a outra, e principal, é Camille Montes - a ter uma cena de amor com o espião.

## No filme
Fields aparece primeiramente no aeroporto de La Paz, vestida de capa de chuva e botas, esperando por James Bond, que chega ao país com René Mathis, sob o disfarce de ser um professor em férias no país. Depois de se apresentar, comunica ao espião que tem ordens de M de mandá-lo de volta para casa e que irá prendê-lo caso resista. Com bom humor, Bond pergunta a que horas é o próximo voo para Londres e informado que apenas na manhã seguinte, comenta que eles então ainda tem uma noite pela frente e os dois, com René, embarcam num táxi para o hotel.
Hospedados no mesmo quarto de um hotel de luxo - Bond recusou-se a ir para a espelunca reservada por Fields e registrou-se num hotel caro como um professor que ganhou na loteria - ela é seduzida e faz amor com o espião. Mais tarde, Fields acompanha 007 a uma festa, onde estão presentes autoridades do país, oficiais dispostos a dar um golpe no governo e o vilão principal do filme, Dominic Greene.
Quando Bond volta ao hotel no dia seguinte, depois de salvar Camille Montes de uma tentativa de assassinato por parte de Greene - no que tem o auxílio de Fields, que derruba 'inocentemente' um dos capangas do vilão que pretendia atacar 007 - e de vagar com ela no deserto boliviano por um dia, encontra um bilhete deixado por Fields e escrito mais cedo, em que está escrito simplesmente: "Fuja". Logo depois é surpreendido por M, que foi a La Paz com seus agentes atrás do espião. A chefe do MI-6 lhe mostra então o quarto que ocupava e nele se vê o corpo sem vida da agente Fields, nu e totalmente coberto de óleo, deitado na cama. A cena é uma homenagem à icônica imagem do filme 007 contra Goldfinger, de 1964, em que a bond girl Jill Masterson é encontrada sobre a cama, nua e com o corpo coberto de ouro, morta por sufocamento cutâneo.